# Delilah (canción de Tom Jones)
«Delilah» (en español: «Dalila») es una canción escrita por Les Reed, Barry Mason y Whittingham Sylvan e interpretada por Tom Jones en el año 1968.

## Éxito
Alcanzó el primer puesto de las listas de éxitos de varios países entre ellos Alemania y Suiza. En el Reino Unido alcanzó el número dos de las listas en marzo de 1968 y fue el sexto sencillo más vendido de ese año. En los Estados Unidos llegó a alcanzar el puesto 15.º de la lista Billboard Hot 100.

## Información general
La canción muestra un tono conmovedor en compás triple. Producida por Peter Sullivan, la versión de Jones cuenta con el acompañamiento de una banda a ritmo de flamenco. Una elección sorprendente, ya que no hay ninguna alusión a España en la letra, pero probablemente motivada por las similitudes con la trama de la ópera Carmen, donde la protagonista también termina apuñalada cuando le dice a Don José que le deja por otro.
La letra de la canción narra la historia de un hombre que pasa frente a la ventana de su novia Delilah, y la ve mientras hace el amor con otro hombre. Espera afuera y cuando al amanecer el otro sale, él se acerca y la confronta, solo para que ella se ría en su cara. La mata a puñaladas y luego espera a que la policía derribe la puerta y lo arreste. La letra se desarrolla desde su punto de vista y está llena de sus emociones, a menudo contradictorias. Pide perdón a Delilah por el crimen cometido, pero todavía se ve claramente a sí mismo como agraviado por ella.

## Inspiración
Hubo varias versiones sobre la historia o de cómo se produjo la canción pop Dalila, pero al parecer fue una idea de Les Reed para escribir una canción sobre la historia del Sansón y Dalila bíblicos. "Pero yo estaba perdido como un esclavo que ningún hombre podría liberar" fue la única línea que alude a la historia bíblica en la letra de la canción. 

## Versiones
La canción ha sido versionada por otros artistas, incluyendo una versión reggae interpretada por Horace Andy, la banda de rock gótico Inkubus Sukkubus en su álbum Silvestre, la banda irlandesa de punk estadounidense Flogging Molly en su álbum en vivo “Detrás de la puerta verde”, "La nostra favola" por Jimmy Fontana y también ha sido interpretada por el reconocido trío Il Volo y demás artistas.
En 1968 fue interpretada por el cantante argentino Sandro, para su noveno álbum de estudio La Magia de Sandro.
En castellano fue interpretada por la banda Orquesta Mondragón, que la incluyó (como Mi Delilah) en su LP Ellos las prefieren gordas (1987).
Además, el cantante de música vernácula, el mexicano Pedro Fernández, hizo una versión; sin embargo, la letra fue cambiada; la canción que canta el intérprete de regional recibe por nombre "Amor del Alma", dándoles los respectivos créditos a los creadores L. Reed/ Mason/V.E. Nuria Domenech; esta canción es la pista 12 y última de su disco del año 2000 intitulado Yo no Fui.
En 2015, fue interpretada por el grupo Mamamoo en su versión coreana para el programa de televisión 'Immortal Songs 2'.

## En la cultura popular
La canción fue adoptada por los aficionados del club de Fútbol inglés Stoke City a principios de la década de los 1990 y a día de hoy sigue siendo cantada en los partidos. Se considera como uno de los himnos más reconocidos en el fútbol.
También aparece en American Hustle, una de las películas más destacadas del 2013.